# Scytodes subulata
Scytodes subulata là một loài nhện trong họ Scytodidae.
Loài này thuộc chi Scytodes. Scytodes subulata được William Frederick Purcell miêu tả năm 1904.